# Кошари (Конотопський район)
Коша́ри — село в Україні, у Попівській сільській громаді Конотопського району Сумської області. До 2020 центр Кошарівської сільської ради, до складу якої входили також села Андріївське та Нечаївка. Населення становить 1016 осіб. Розташоване за 50 км від райцентру міста Конотоп.

## Географія
Село Кошари знаходиться на відстані 3,5 км від лівого берега річки Ромен. На відстані 1 км розташовані села Андріївське і Нечаївське. По селу протікає пересихаючий струмок з загатами.

## Історія

### Прадавня історія
Біля села знайдені крем'яні знаряддя праці часів неоліту, кургани скіфських часів, зокрема курган Черевата могила, курганний могильник і давньоруське городище.

### Заснування села
Село засноване в першій половині XVII століття на території Київського воєводства Речі Посполитої.
Походження назви села, згідно з версією дослідника Лівобережної України Олександра Лазаревського, від традиційного випасу отар овець. 1726—1727 тут збудовані великі тваринницькі загони.
Згідно з іншими версіями, село засновано 1730 року й початок йому дав дептівський козак Василь Сайно. 1753 року село увійшло до складу Голінської сотні Прилуцького полку Гетьманщини.

### Російська імперія
За переписом 1780 року, у Кошарах значиться підданих колишнього гетьмана Кирила Розумовського 61 двір, 84 хати, 3 «конюшенних хат», 17 «конюхів із подданих хат».
1795 року в селі збудували кам'яну церкву Воскресіння Христового, яка збереглася донині.
Розвиток села Кошари протягом всього XIX століття тісно пов'язаний з іменем нащадків козацької старшини Тарновських. Протягом півстоліття, аж до селянської реформи 1861 року (у цей період вони продали свої земельні володіння в Кошарах), Тарновські мали тут великі угіддя.
Від середини XIX по початок XX століття село було центром Кошарської волості Конотопського повіту у складі Чернігівської губернії.
У 1880-х роках в Кошарах працювали дві школи — державна та церковно-парафіяльна. Було також організовано виробництво цегли, працювали 2 винокурних заводи, 17 вітряних млинів.
За переписом 1897 року в селі було 554 двори, а населення складало 3812 осіб.

### Радянський Союз
1917 село увійшло до складу УНР, в наступні роки окуповано комуністичними військами.
Навесні 1931 року селяни були примусово включені до колгоспів, яких в Кошарах утворили 6. В наступні роки село зазнало Голодомору 1932—1933 років, Другої світової війни та голоду 1946—1947 років.
Після Другої світової в селі було близько 20 вулиць і 3 колгоспи, в кожному по кілька бригад. Потім 3 колгоспи об'єднали в один великий колгосп імені С. М. Кірова. Він мав 4290 га сільськогосподарських угідь, цегельний завод, механічний млин. Вирощував здебільшого жито, пшеницю, гречку, тютюн, цукровий буряк. Працювали середня школа, клуб (нині ‒ Будинок культури), лікарня на 25 місць (нині замість лікарні − фельдшерсько-акушерський пункт), бібліотека, аптека, пошта. Близько 1950 року село радіофікували, а близько 1958 — електрифікували.

### Незалежна Україна
За переписом 2001 року населення села зменшилось до 1016 осіб.

## Сьогодення
На території сільської ради працюють:
- сільськогосподарське підприємство ТОВ «Хлібороб»,
- фермерські господарства,
- релігійна громада УПЦ МП,
- сільська лікарська амбулаторія,
- сільський Будинок культури та бібліотека,
- приватні крамниці,
- поштове відділення.

## Освіта
У селі працює Кошарівська загальноосвітня школа І-ІІІ ступенів.
Школа розміщувалася в кількох старих цегляних будівлях в центрі села. І тільки в 1967 р. (до 50-річчя Жовтневої революції) на кошти рідного колгоспу було побудовано нову простору двоповерхову будівлю для школи, в якій з кожним роком навчається, на жаль, все менше і менше учнів як результат загального зменшення жителів села.

## Відомі люди
Уродженцями села є:
- Дріянський Єгор Едуардович (1812—1873) — письменник, автор повістей, романів, п'єс.
- Дуткін Олексій Іванович (1902-?) — радянський військовик, гвардії генерал-майор.
- Лупішко Дмитро Федорович (нар. 1942) — український астроном, засновник харківської астероїдної наукової школи, лауреат Державної премії України в галузі науки і техніки[6].
- Скотар Володимир Антонович (1964—2023) — старший солдат Збройних сил України, учасник російсько-української війни.